# Avenue du Président-Hoover
L’avenue du Président-Hoover est une avenue de Lille, dans le Nord, en France.

## Situation et accès
L’avenue du Président-Hoover relie le boulevard Émile-Dubuisson au boulevard Paul-Painlevé. 
Elle comprend deux chaussées de deux voies de circulation motorisée bordées bandes cyclables encadrant un espace central  comportant une voie piétonne entre des pelouses plantées d’arbres. L’avenue comprend de nombreuses places de stationnement.
Elle est accessible depuis la ligne 2 du métro de Lille par la station Lille Grand Palais.

## Origine du nom
Le nom de l’avenue rend hommage à l’action humanitaire d’Herbert Hoover organisateur de la Commission for Relief in Belgium pendant la Première Guerre mondiale avant son accession à la présidence des États-Unis. Cette organisation qui apportait une aide alimentaire massive à la Belgique avait étendu en 1915 son activité aux territoires occupés du Nord de la France  dont la plus grande partie des  récoltes était prélevée pour le ravitaillement de l’armée allemande. Cette action atténua la famine et assura la survie de la population de ces régions où Lille  était la ville la plus importante.

## Historique
L’avenue est ouverte en 1933 au sud-est de l’ancienne porte Louis XIV détruite en 1924 dans l’ancienne zone militaire  non constructible jouxtant les fortifications de Lille déclassées en 1919 et démolies au cours des années 1920.
L’avenue donnait accès à la Foire commerciale  et se terminait en impasse à son extrémité sud  sur les voies d’accès à la gare Saint-Sauveur, le boulevard Émile-Dubuisson créé à la même époque dans son prolongement nord étant également une impasse sur les voies de sorties de la gare de Lille.
L’avenue est aménagée dès la fin des années 1930 sur une grande largeur en  deux chaussées de deux voies séparées par un espace central dans la perspective d’une future rocade qui aurait donné accès à l’autoroute Paris-Lille dont la création était envisagée dès cette époque. La construction en 1954 du pont Saint-Sauveur donnant accès au boulevard Paul-Painlevé et du pont des Flandres en 1956 enjambant les voies de la gare de Lille-Flandres au nord du boulevard Émile-Dubuisson intègre le boulevard dans une voie à grande circulation  dans le prolongement de l’autoroute A 1.  
Ce prolongement de l'autoroute en zone urbaine comporte cependant des traversées à niveau avec feux de signalisation, entre la rue Georges-Lefèvre et l'avenue Julien-Destrée et à l'intersection avec le boulevard du Docteur-Calmette.  
Le boulevard périphérique (contournement intérieur) parallèle, un peu plus éloigné du centre-ville, à caractère autoroutier ouvert en 1998 détourne la plus grande partie du trafic de transit, apaisant la circulation de l'avenue transformée en « boulevard urbain ».

## Bâtiments remarquables et lieux de mémoire
L’avenue est bordée
- à l’ouest (côté centre-ville), par le bâtiment de style Art déco du central téléphonique Boitelle construit par l'architecte René Delannoy ouvert en 1928[3]  (actuellement propriété d’Orange) et par des immeubles de logements HLM de grande hauteur (41 mètres) construits de 1953 à 1955 par l'architecte André Lys[4],
- à l’est, par le quartier du Bois habité, partie d'EuraLille 2, aménagé vers 2010 à l’emplacement de bâtiments de la Foire commerciale démolis en 1993, par l’hôtel de Région construit à la place de la halle principale (Grand Palais) de la foire commerciale également détruite en 1993.

## Annexe